# Kimenzan Tanigorō
Kimenzan Tanigorō est un nom japonais traditionnel ; le nom de famille (ou le nom d'école), Tanigorō, précède donc le prénom (ou le nom d'artiste).
Kimenzan Tanigorō (鬼面山 谷五郎) (né en 1826 – 7 septembre 1871), de son vrai nom Shin'ichi Tanaka, est un lutteur sumo officiellement reconnu comme le 13e yokozuna.

## Biographie
Kimenzan est né à Yōrō dans l'actuelle préfecture de Gifu. Il entre dans le monde du sumo en février 1852 dans la deuxième division jūryō et monte en première division makuuchi en janvier 1857. Il est employé par le domaine de Tokushima. Il est promu ōzeki en novembre 1865. Cependant, il est descendu de rang dans le classement banzuke de novembre 1866. La raison rapportée est que cela serait dû à une querelle avec les toshiyori (doyens sumo). Il est de nouveau promu ōzeki en juin 1868.
Il reçoit le titre de yokozuna en février 1869 à l'âge de 43 ans, devanant le plus âgé à le recevoir. Dans la première division makuuchi, il comptabilise 143 victoires pour 24 défaites, soit un pourcentage de victoires de 85,6%. Il se retire en novembre 1870 mais meurt l'année suivante. Sa tombe se trouve à Sayama dans la préfecture de Saitama. Un monument en sa mémoire se trouve dans sa ville natale de Yōrō.

## Palmarès
- La durée réelle des tournois de l'année de l'époque varie souvent.

Dans le tableau suivant, les cases en vert sont celles des tournois remportés.
| -     | Printemps                                  | Hiver                                   |
| ----- | ------------------------------------------ | --------------------------------------- |
| 1857  | Maegashira de l'est #7 8–0–2               | Maegashira de l'est #4 6–2–2            |
| 1858  | Maegashira de l'est #2 8–0–2               | Pas de tournois en raison d'un incendie |
| 1859  | Komusubi de l'est 8–0–1 1h Non officiel    | Komusubi de l'est 6–2–2                 |
| 1860  | Komusubi de l'est 8–1–1                    | Komusubi de l'est 6–0–1 Non officiel    |
| 1861  | Komusubi de l'est 3–1–5 1h                 | Komusubi de l'est 6–1–3                 |
| 1862  | Komusubi de l'est 6–1–2 1d                 | Sekiwake de l'est 6–3–1                 |
| 1863  | Sekiwake de l'est 7–0–1 1d 1h Non officiel | Sekiwake de l'est 7–0–2 2d Non officiel |
| 1864  | Sekiwake de l'est 5–0–3 2d                 | Sekiwake de l'est 5–3–2                 |
| 1865  | Sekiwake de l'est 5–2–2 1h                 | Ōzeki de l'est 4–0–3 3d 1h              |
| 1866  | Ōzeki de l'est 7–0–1 1d 1h Non officiel    | Non inscrit                             |
| '1867 | Komusubi de l'est 5–0–1 3d 1h              | Komusubi de l'est 4–0–5 1d              |
| 1868  | Ōzeki de l'ouest 1–2–6 1h                  | Ōzeki de l'ouest 9–0–1 Non officiel     |
| 1869  | Ōzeki de l'ouest 7–2–1                     | Ōzeki de l'ouest 6–0–2 2d               |
| 1870  | Ōzeki de l'ouest 4–1–5                     | Ōzeki de l'ouest Retraite 0–0–10        |